# Christiane Imdahl

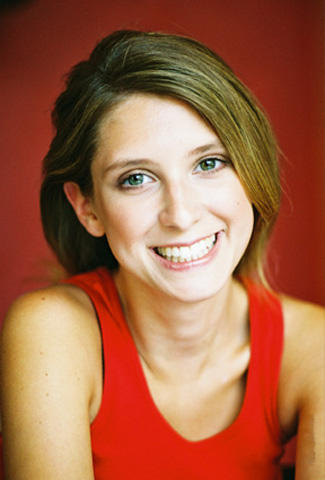
Christiane Imdahl (2007)

Christiane Imdahl (* 5. April 1985 in Düsseldorf) ist eine deutsche Moderatorin, Filmschauspielerin und Sängerin.

## Leben
Imdahl schloss im Jahr 2004 ihre Ausbildung in einem Gymnasium mit Abitur ab. Anschließend machte sie eine Schauspielausbildung an der Film Acting School Cologne. 2007 spielte sie in dem Kinofilm Slasher, einem deutschen Horrorfilm von Frank W. Montag, die Hauptrolle. Ab August 2007 arbeitete sie als Moderatorin beim Spartensender GIGA in Köln. Dort moderierte sie von Montag bis Freitag jeweils von 22.00 bis 00.00 Uhr einen Bereich der Sendung GIGA GAMES und jeden Mittwoch um 20.00 Uhr mit Screen Home ihre eigene Sendung. Für die NRW Lokalradios vertonte Christiane Imdahl 2006 einen Werbespot, zuvor bereits das Hörspiel „Leben hoch Drei“. In Hamburg nahm sie 2002 an einer Musicalproduktion der Stage School Hamburg teil und wurde 2004 bei einem Hamburger Gesangswettbewerb als „Miss Hamburg Sängerin“ ausgezeichnet. Auf ihrer Webseite findet man einige von ihr gesungene Songs. Seit den Neuerungen 2008 bei GIGA ist Christiane Imdahl nicht mehr beim Sender angestellt.
Im Jahr 2008 moderierte Imdahl für den Pay-TV-Sender e.clips die Sendung Games Magazine. Von August 2008 bis Ende März 2009 moderierte sie bei Gamestelevison die Gamessendung Incoming. Von 2012 bis 2014 volontierte sie bei 3.0 'red!', ProSieben, TV, Online und PR. 2016 moderierte sie bei Sky Sport News HD.

## Filmographie
- 2005 – Kurzfilm: Therapiestunde – Rolle: Sabine – Regie: Nick Dong-Sik
- 2007 – Kino: „Slasher“ – Hauptrolle „Erin“ – Regie: Frank Montag
- 2007 – Kurzfilm: „Keine Wahl“ – Rolle: Miri – Regie: Jennifer Balewski
- 2007 – Kurzfilm: „Der Andere“ – Rolle: Mona – Regie: Jennifer Balewski